# Agostino Casati
Agostino Casati (Rho, 2 agosto 1897 – Rho, 8 febbraio 1973) è stato un partigiano e politico italiano.
Militante comunista, partecipò alla guerra civile spagnola combattendo nelle Brigate Internazionali. Fu comandante della Brigata Garibaldi per due mesi in sostituzione di Carlo Penchienati. Recatosi in Francia venne arrestato e deportato a Vernet e successivamente confinato a Ventotene dal Regime fascista. Liberato dopo l'8 settembre 1943 rientrò a Rho dove ebbe un ruolo centrale nella liberazione della città.
Ricoprì la carica di presidente del CLN di Rho e fu sindaco della città dal 30 ottobre 1945 all'8 aprile 1946.

## Biografia
Casati nasce il 2 agosto 1897 a Rho. Il padre è ferroviere e la famiglia versa in condizioni di povertà come il resto delle famiglie rhodensi dell'epoca.
Durante l'adolescenza Casati inizia a lavorare come ferroviere e grazie a questo lavoro viene in contatto e si avvicina alle idee socialiste e del sindacalismo autonomo.
Nell'ottobre del 1920 Casati organizza una riunione a Rho con Antonio Gramsci e Umberto Terracini durante la quale prepara la frazione comunista interna al partito socialista. Il 21 gennaio 1921 Casati partecipa a Livorno alla fondazione del Partito Comunista d'Italia (PCd'I).
Casati si oppone al fascismo e per questo subisce diverse minacce. Per intimidirlo i fascisti si recano a casa sua e picchiano la moglie incinta che per lo spavento perde il bambino e muore. Casati, ricercato dai fascisti, si dedica incessantemente all'organizzazione del PCd'I di cui diviene capo-zona.
A causa della repressione del regime contro gli oppositori, il PCd'I entra nella piena clandestinità e vengono prese delle misure di sicurezza per limitare i danni in caso di scoperte e/o indagini della polizia. Vengono inizialmente creati cinque segretari interregionali che verranno portati a otto qualche anno più tardi. Casati ottiene la nomina a segretario interregionale per la zona 8 (Basilicata, Calabria e Sicilia) e si occupa di organizzare riunioni e operazioni nel Mezzogiorno.
A causa della persecuzione da parte del regime, Casati si trova obbligato ad espatriare. Frequenta a Mosca un corso alla scuola leninista per due anni e successivamente si trasferisce a Parigi.

### La partecipazione alla guerra civile in Spagna
Come molti altri volontari internazionali anche Casati prende parte alla guerra civile spagnola schierandosi contro le truppe di Franco. Dopo essere arrivato a Barcellona il 3 o 4 agosto 1936, Casati adotta lo pseudonimo di Nino Raimondi e aderisce alla Colonna Rosselli. Casati utilizza come nome di battaglia 'Rajmond' e si ritrova a capo del gruppo comunista. Allo scioglimento della Colonna Italiana, aderisce alla Brigata Garibaldi. Grazie al suo eroismo sul campo di battaglia, Casati conquista la stima della Brigata e succede a Carlo Penchienati alla guida di essa. Dopo essere stato gravemente ferito, Casati perde il controllo della Brigata e nel dicembre del 1937 fa ritorno a Parigi.

### Il confino a Ventotene
Recatosi in Francia, verso la fine di agosto del 1939, Casati viene arrestato assieme a molti altri comunisti e viene deportato a Le Vernet dove sono internati molti ex-garibaldini.
Il 20 novembre 1941, Casati viene estradato in Italia e il 10 marzo 1942 viene mandato al confino a Ventotene dal regime fascista. Tra i confinati sono presenti diversi ex compagni di Casati che hanno combattuto come lui nelle brigate internazionali in Spagna, tra questi anche Giovanni Pesce. Dopo l'arresto di Mussolini, Casati viene rilasciato il 19 Agosto e può tornare a Milano.

### La liberazione di Rho
Dopo l'invasione tedesca e con la presenza nella città di Rho di un reparto della Wehrmacht, Casati è costretto a ritornare nella clandestinità. In questo periodo le sue condizioni di salute sono abbastanza precarie e non gli permettono di combattere attivamente. Casati però si impegna nell'organizzazione della lotta partigiana e mantiene i contatti con la 106ª Brigata Garibaldi che opera nella zona del Rhodense.
Il 26 aprile 1945 il Comitato di Liberazione Nazionale di Rho decide di riprendere il controllo della città. La popolazione si riversa nelle strade ma l'esercito tedesco si prepara a rispondere con estrema violenza. Tra la folla recatasi in Piazza San Vittore, si fa largo Casati con un fazzoletto bianco con l'obiettivo di chiedere di essere ricevuto dal comandante tedesco. Dopo un iniziale rifiuto, Casati viene accompagnato nella sede dell'esercito e dopo lunghe trattative ottiene la resa dei nazisti. All'annuncio di Casati dell'avvenuta liberazione della città, la popolazione esulta di gioia.
Casati prende la guida del CLN di Rho e successivamente viene nominato Sindaco della città. Per rispondere ai bisogni della popolazione stremata, Casati fonda la cooperativa "La Fratellanza" che apre diversi negozi a sostegno dei cittadini. Alle elezioni comunali avvenute il 24 marzo 1946 a Rho, vince la Democrazia Cristiana e Umberto Pellegrini prende il suo posto a capo della città.
Agostino Casati muore l'8 febbraio 1973.